# 王
王（おう）とは、君主の称号。一般的には一国家・一民族・一部族などの最高支配者であり、君主・国王・帝王などを指す。また、同類やその道で最も優れているものを意味する。英語では“king”（キング）と訳されており、頭文字“k”が大文字の“the King”（ザ・キング）は特に唯一神（God）・王の中の王・皇帝なども指す。
また漢字の「王」は、主に東アジア地域において用いられた爵位の一つ。

## 王の定義

### 君主
君主一般を指す普通名詞の王（キング、英語: king）。国家を統治するものは国王と呼ばれる。この国家はウガンダ内の諸王国のように、必ずしも国際的承認を受けた独立国家を意味しない。またアフリカのクバ王国など、現在では国家としては存在していない部族集団の首長も王と訳されることもある。

### 漢字文化圏における天下を束ねる権威者の号
- 中国史の華北の青銅器時代の都市国家社会において、王とは、都市国家群の盟主として振る舞った殷朝・周朝の君主が、天下でただ一人の権威者として称した号。
- 中国の春秋時代までは周王の権威を戴いていた華北の諸侯および華南の楚、呉、越の君主たち[6]は、戦国時代になると、周王に並ぶ地位を主張し「王」号を称した。

### 爵位
漢代以降の中国において用いられた爵位の一つ。プリンス（prince）、諸侯王。
神聖ローマ皇帝の次期継承者はローマ王を称したが、ローマの国王というわけではなく、皇太子としての称号として用いられた頃の実態は爵位に近い。

### 請求権を示す王位
フランス国王が称しているナバラ王や、現在のスペイン国王が称している複数の王位のように、実態としての国家が存在していない状態の王国の王号を称することがある。またスペイン国王などが称するエルサレム王など、実際には統治していない地域の王号を名乗る者もあるが、現在では単なる称号に過ぎなくなっている。

### 皇族・王氏・李王家の称号
- 王 (皇族)（おう、みこ、おおきみ）。皇帝や天皇の一族男子の称号の1つ。親王よりも下位。その範囲は時代・国によって異なる。日本では、皇孫である二世王から五世王の代までに皇族でなくなるのが通例だが、かつては、花山源氏の白川伯王家のように職務上の必要から一旦臣籍降下した家系に対しても王号が授けられた例も存在した。現在は皇室典範に基づいて、天皇から三親等以下の男子の身位とされる。
- 平安時代、皇室から分かれて未だ賜姓されていない（つまり皇別氏族になっていない）「○○王」と称した人々を「諸王」と呼んだ。諸王は賜姓されていない皇胤だが、臣籍に分類されていたので、この諸王たちをまとめて、「源氏」「平氏」「藤原氏」などのような一つの氏族とみなして「王氏」といった。
- 日本における李王家当主の称号。

### その他
- 儒教的な立場からは、徳をもって国を治める者が「王」、法をもって国を治める者が「覇」であると言われている。いわゆる王覇の弁であるが、歴史的には、春秋時代の、王に代わる実力者としての諸侯の盟主を「覇」と称したことに由来する。「孟子曰、覇者之民、驩虞如也。王者之民、皞皞如也」（『孟子』尽心章句上13）。

## 王の言葉の派生
- 経済・経営分野で成功を収め、財を成した者を指すことがある。「鉱山王」「鉄鋼王」「石油王」「ホテル王」「金融王」「鉄道王」など[注 2]。
- その方面で成功を収めた第一人者を指すことがある。エンターテインメントの世界ではチャールズ・チャップリン、バスター・キートン、ハロルド・ロイドが「三大喜劇王」と呼ばれ、日本では榎本健一が「日本の喜劇王」と呼ばれた。科学分野ではトーマス・エジソンが「発明王」と呼ばれる。このような用法から、テレビのクイズ番組で活躍した者、あるいはその優勝者を「クイズ王」と呼び、王座を決定するためのテレビ番組が数多く放送された。さらに、雑学の知識に秀でている者を「雑学王」などと呼んだりもする。音楽の分野においても、ウィンナ・ワルツで名を馳せたヨハン・シュトラウス2世を称えるワルツ王を始め、ジョン・フィリップ・スーザに対するマーチ王、スコット・ジョプリンに対するラグタイム王という呼称がある。逆に失敗をした人に皮肉をこめてつける事もある（例）「借金王」。
- ライオンは食物連鎖の頂点にあることやオスの特徴的なたてがみから「百獣の王」と呼ばれる。
- 社会性昆虫で女王と共に巣で繁殖行動に携わる雄を指す（シロアリなど。ハチやアリの場合、女王と交尾したオスはその直後死んで巣には入らず、王とは呼ばれない）。
- スポーツなどの大会の優勝者。チャンピオン。特に、ボクシングやプロレスなどの格闘技の世界では世界タイトル保持者に「王者」という表現を多く用いる。ニックネームとしての王では橋本真也が「破壊王」と呼ばれている。
- フードファイターが優勝すると「大食い王」と称される。
- プロ野球では1シーズンでリーグ内で一番多く功績を挙げた人への称号としても使用する。投手では「奪三振王」、打者では「本塁打王」「打点王」「盗塁王」など。また、「三振王[7]」「失策王[8]」など不名誉な記録についても1位の選手に対して使われることがある。

- 物につけることもある。「○○の王様」といえば、そのジャンルでもっとも優れたものを意味する。ただし、女王とつける場合に比べて、より力強い、クセが強い方に与えられる。たとえば「果物の王」はドリアンである（女王はマンゴスチン）。
- 王将。将棋の駒の一つ。

## 王の姓名
- 姓の一つで、読み方は「ワン（Wang2）」。中国内陸、香港、台湾などに多い（例：王羲之、王安石）。中国では全国民における割合1位の苗字なので、日本の「佐藤」に相当すると言える。朝鮮では、高麗の王家（→高麗王）が「王」姓であったため、その後の李氏朝鮮時代になってから迫害を恐れ、「王」姓の多くは「全」や「玉」に変えたとも言われる[要出典]。
- 王（こにきし）。日本の飛鳥時代に作られた姓（カバネ）のひとつ。百済王族ら少数の渡来人系氏族に与えられた。その一例が百済王氏（くだらのこにきしうじ）である。桓武天皇の後宮で一時百済王氏出身の女性たちが重要な地位を占めた[要出典]。

## 王様
王様（おうさま）
- 王様 - 日本のミュージシャン、ギタリスト。
- サッカー選手ペレの愛称。
- オウサマペンギンやオウサマツブハダヒトデ[9](Anthenea regalis)などのように動植物の名称としても用いられる。